# Aeroportul Pond Inlet
Aeroportul Pond Inlet (IATA: YIO, ICAO: CYIO) este un aeroport din Pond Inlet⁠(d), Tunnuniq⁠(d), Canada. Aeroportul a fost tranzitat în 2008 de 7.751 de pasageri.
Situat la o altitudine de 62 m, aeroportul dispune de o singură pistă.